# 중화민국 법무부

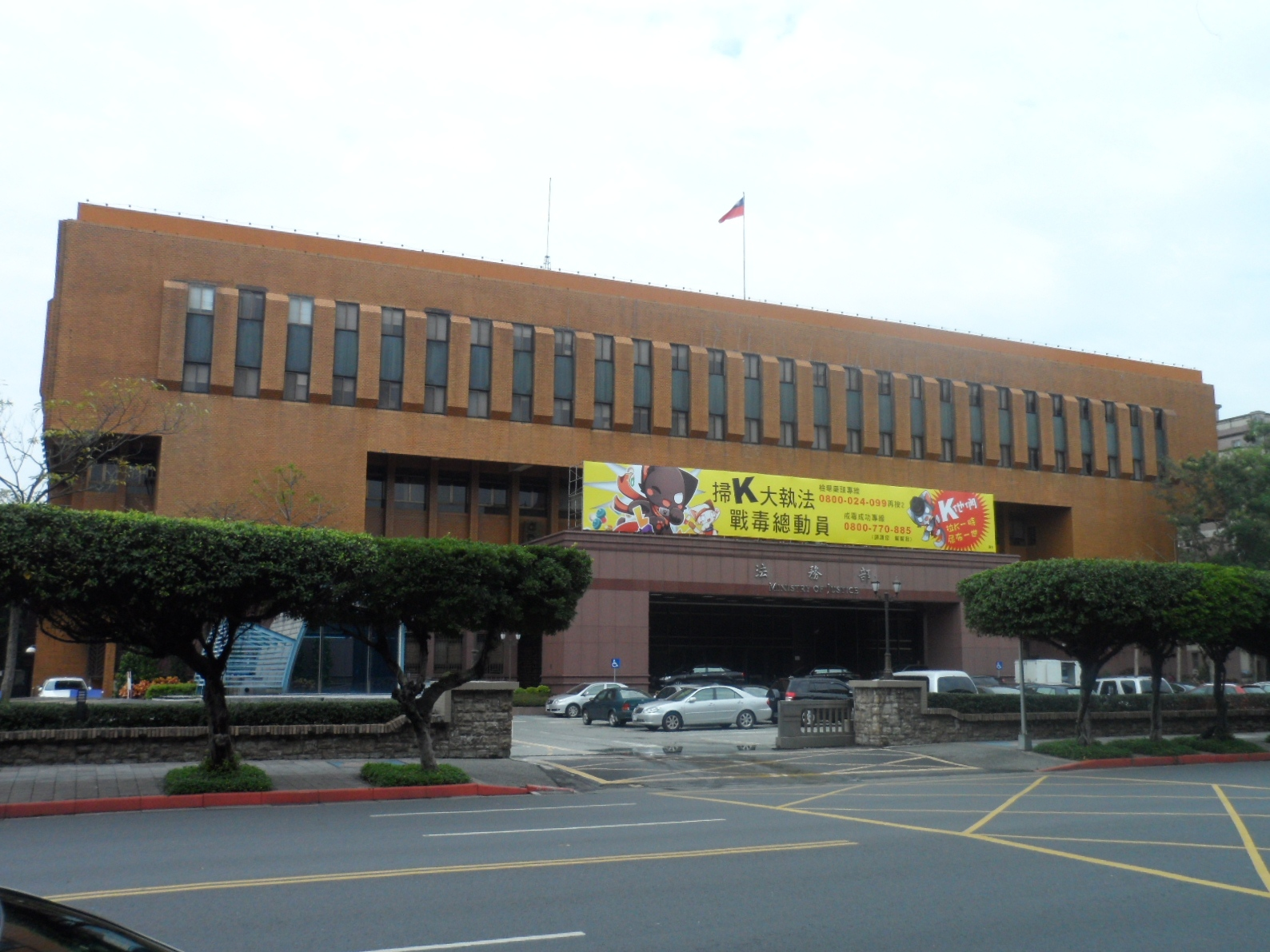
중화민국 법무부

중화민국 법무부(中華民國法務部)는 중화민국 행정원에 속하는 중화민국의 법무 행정에 관한 업무를 담당하는 부서이다.

## 역사
20세기 중화민국이 건국되고 청나라가 무너지자 청나라의 법부는 사법부로 이름을 바꾸었다. 1928년 손문의 5권 분립의 원칙에 따라 사법원이 설립되고, 사법원 산하에 사법 행정부가 설치되었다. 1944년 사법 행정부는 행정원 소속 부서로 개편되었다. 1980년 건전한 사법 제도의 확립을 위해 사법권과 행정권이 분리가 되어 사법 행정부의 법무 행정 부문을 법무부로 개편해 현재에 이르고 있다.

## 조직 현황
- 법무부장
- 법무부 차장 (정무차장 1명, 상무차장 2명)
- 법규 위원회
- 법률 사무사
- 검찰사
- 교정사
- 보호사
- 정풍사
- 비서실
- 총무사
- 인사처
- 회계처
- 통계처
- 자신처

## 같이 보기
- 중화민국 헌법
- 육법
- 중화민국 사법원